# Mathieu Peybernes
Mathieu Peybernes (Toulouse, 21 oktober 1990) is een Franse voetballer (verdediger).

## Clubvoetbal
Hij maakte zijn professioneel debuut vanaf seizoen 2009-2010 voor de Franse eersteklasser FC Sochaux. Hij genoot ook zijn jeugdopleiding bij deze club. Zijn debuut voor het eerste elftal kwam er op 2 mei 2010 in een competitiewedstrijd tegen Rennes.  De ploeg kon zich met een zestiende plaats redden. Tijdens het tweede seizoen 2010-2011 kende de ploeg een succesvol jaar met een vijfde plaats in de eindrangschikking en zo een ticket voor de UEFA Europa League 2011/12.  Het Europees avontuur was van korte duur, want de ploeg werd de eerste ronde uitgeschakeld door Metalist Kharkiv.  Door de drie laatste wedstrijden te winnen kon de ploeg zich op het einde van het seizoen met een veertiende plaats redden.  Tijdens seizoen 2012-2013 volgde een zestiende plaats en op het einde van het seizoen 2013-2014 kon de ploeg het behoud met een achttiende plaats net niet bewerkstelligen.
Mathieu volgde de ploeg niet en bleef op het hoogste niveau door vanaf het seizoen 2014-2015 voor SC Bastia een driejarig contract te tekenen.  De belangrijkste wedstrijd die hij speelde, was de finale van de Coupe de la Ligue 2014/15.  De wedstrijd ging met 4-0 verloren tegen Paris Saint-Germain.  Tijdens de drie seizoenen dat de speler voor de ploeg uit Corsica speelde, behaalde de ploeg een twaalfde, een tiende en een twintigste en laatste plaats met degradatie als gevolg.
Tijdens dit laatste seizoen 2016-2017 zou hij overstappen naar [[Corsica]], maar ook deze ploeg kon met een achttiende plaats het behoud niet bewerkstelligen.  Daarom werd hij voor seizoen 2017-2018 uitgeleend aan het Turkse Göztepe SK, een ploeg uit de Süper Lig.  Tijdens de winterstop zou hij echter overstappen naar het Belgische KAS Eupen, een ploeg uit de Eerste klasse A.  Het daaropvolgende seizoen 2018-2019 werd hij uitgeleend aan het Spaanse Sporting Gijón, een ploeg uit de Segunda División A.
Het daaropvolgende seizoen 2019-2020 tekende hij een driejarig contract bij een andere ploeg uit de een ploeg uit de Segunda División A, UD Almería.  Voor seizoen 2019-2020 werd hij echter onmiddellijk uitgeleend aan reeksgenoot CD Lugo.  Ook het daaropvolgende seizoen 2020-2021 zou hij niet veel speelkansen krijgen bij de ploeg uit Almería.  Toen tijdens de winterstop ook nog Ivanildo Jorge Mendes Fernandes van Sporting Lissabon geleend werd, moest er een oplossing gevonden worden voor de Fransman.  Dat werd gevonden in de voor het behoud vechtende reeksgenoot Real Zaragoza.  Hij werd tot het einde van het seizoen uitgeleend en bracht met zijn veertien wedstrijden en één doelpunt een belangrijke bijdrage aan de redding van de club.  Na het seizoen keerde hij voor zijn laatste contractjaar terug naar Almería, maar hij telde niet voor het project en daarom werd het contract in onderling overleg ontbonden.

## Nationaal Elftal
Peybernes speelde in 2011 twee wedstrijden voor de Franse U-21.